# Cour-sur-Loire
Cour-sur-Loire é uma comuna francesa na região administrativa do Centro, no departamento Loir-et-Cher. Estende-se por uma área de 5,35 km². Em 2010 a comuna tinha 264 habitantes (densidade: 49,3 hab./km²).